# Niavka (montagnes)
Les monts de Niavka (en russe : Нявка Тундра, Niavka Toundra) sont une chaîne de montagnes qui s'étend dans l'oblast de Mourmansk, en Russie lapone. Ils se situent à l'ouest de la péninsule de Kola, et le mont Krepsa est leur point culminant avec ses 700 mètres.